# Ezelspootje
Ezelspootje (Cladonia zopfii) is een korstmossoort uit de familie Cladoniaceae.

## Determinatie
Ezelspootje is een relatief spaarzaam vertakt struikvormig korstmos zonder primair thallus. De podetiën zijn altijd aanwezig; deze zijn egaal heldergrijs van kleur en groeien ijl-vertakkend (zowel regelmatig tot onregelmatig) en rechtopstaand tot liggend. De podetiumtoppen zijn spits en ietwat bruin aangelopen. Verder hebben de podetiën een lichtelijk opgeblazen uiterlijk en ze zijn ietwat bobbelig en hebben geen schubben en geen sorediën. In de top zitten soms bruine tot zwarte puntige pycnidiën. In Nederland vormt de soort geen apotheciën. Na het doorsnijden van de takjes in de lengte richting is fibrillose zichtbaar op het binnenoppervlak.
Ezelspootje heeft geen kenmerkende kleurreacties.

### Gelijkende taxa
Ezelspootje wordt vooral verward met het sterk gelijkende varkenspootje. Varkenspootje heeft een sterker opgeblazen en stijver uiterlijk en reageert UV+ wit.

## Ecologie
Ezelspootje groeit optimaal op stuifplekken in droge heidevelden en zandverstuivingen. Het heeft het liefst kalkarm, zuur zand en komt hierdoor minder vaak voor in duingebieden.

### Syntaxonomie
In de syntaxonomie staat ezelspootje te boek als kensoort voor de ezelspootje-associatie.

## Verspreiding
In Nederland is ezelspootje een vrij zeldzame soort. Het staat niet op de Nederlandse Rode Lijst en is niet bedreigd.